# قرار مجلس الأمن التابع للأمم المتحدة رقم 1741
قرار مجلس الأمن التابع للأمم المتحدة رقم 1741، الذي تم تبنيه بالإجماع في 30 يناير 2007، بعد إعادة التأكيد على جميع القرارات بشأن الوضع بين إريتريا وإثيوبيا، ولا سيما القرارات 1320 (2000)، 1430 (2003)، 1466 (2003)، 1640 (2005)، 1681 (2006) و1710 (2006)، مدد المجلس ولاية بعثة الأمم المتحدة في إثيوبيا وإريتريا لمدة ستة أشهر حتى 31 يوليو 2007.

## القرار

### أعمال
تم تمديد ولاية بعثة الأمم المتحدة في إثيوبيا وإريتريا لمدة ستة أشهر. ووافق المجلس على إعادة تشكيل مستويات قوات البعثة من 2300 إلى 1700 فرد عسكري، بما في ذلك 230 مراقبا عسكريا. وطالب إريتريا بالامتثال للقرار 1640 من خلال سحب قواتها ومعداتها من المنطقة الأمنية المؤقتة بينما يتعين على إثيوبيا قبول قرار لجنة الحدود المشتركة بين البلدين. علاوة على ذلك، كان على كل من إثيوبيا وإريتريا ممارسة أقصى درجات ضبط النفس والامتناع عن التهديدات واستخدام القوة.
وفي غضون ذلك، أعرب المجلس عن أسفه لعدم إحراز تقدم في ترسيم الحدود، ودعا جميع الأطراف إلى التعاون الكامل مع لجنة الحدود المشتركة في عملية ترسيم الحدود وتزويد البعثة بالمساعدة والدعم والحماية والوصول المطلوبين.
طُلب من المجتمع الدولي تقديم الدعم المستمر لبعثة الأمم المتحدة في إثيوبيا وإريتريا والمساهمات في الصندوق الاستئماني المنشأ بموجب القرار 1177 (1998). طُلب من الأمين العام بان كي مون تقديم تقرير مرحلي بحلول نهاية أبريل 2007.

## روابط خارجية
- نص القرار في undocs.org